# Misioneros Fidei Donum
Se conoce como misioneros Fidei donum a los sacerdotes diocesanos y laicos que son enviados a la misión ad gentes, es decir a aquellos pueblos que todavía no conocen de Cristo o a sus comunidades cristianas están en una etapa incipiente de formación o que no todavía no son lo suficientemente maduras como para formar una iglesia particular autónoma. Dichos misioneros son el resultado del llamado que hizo el papa Pío XII, el 21 de abril de 1957, por medio de la encíclica Fidei donum, a los obispos diocesanos de colaborar con las misiones, especialmente en África.

## Historia
El papa Pío XII escribió la encíclica Fidei donum, el 21 de abril de 1957, invitando a las iglesias ya formadas y con numerosas vocaciones a colaborar con aquellas que apenas se están formando, a través de la oración, la ayuda económica y principalmente con la donación de sí mismos como misioneros. El primer efecto de la encíclica fue que los sacerdotes que querían servir en las misiones encontraron la disponibilidad de parte de sus obispos. La primera generación de Fidei donum partió a título individual, hasta una mayor organización luego del Concilio Vaticano II, el cual aportó nuevas ideas. Uno de los principales aportes del Vaticano II fue la idea de que no se puede pensar en las misiones a título personal sino que es una obra de la Iglesia universal, es decir, donde la iglesia local también es misionera en colaboración con los misioneros. En este contexto, en el lenguaje usado en los años setenta y ochenta se usaba comúnmente expresiones como «la diócesis tal tiene una parroquia en tal país de misión», viéndose como una extensión de la pastoral diocesana, de las jurisdicciones europeas en África o América Latina.
A partir de los años ochenta, el pensamiento evolucionó a la idea de que Fidei donum era una colaboración misionera entre dos iglesias, como un cambio de regalos entre dos iglesias hermanas. En ese sentido toda la iglesia era misionera. Hasta hoy esta continúa siendo la expresión usada por los misioneros Fidei donum, como servidores de la iglesia universal (toda la Iglesia) en una iglesia local (misión), sin dejar de pertenecer a su iglesia particular (diócesis).
Aunque si ya Pío XII sugería la participación de seglares en las misiones, fue a partir de finales de los años noventa cuando comenzaron a integrarse laicos a los sacerdotes Fidei donum, incluso diáconos y religiosas. Últimamente se ha insistido en que las iglesias jóvenes envíen misioneros también a otras iglesias hermanas más necesitadas en el mismo continente, especialmente en África. Con la crisis vocacional por la que atraviesan las iglesias particulares de Europa y América del Norte se ha dado el caso de que misioneros Fidei donum del tercer mundo colaboren con las iglesias que tantos misioneros enviaron a sus propias tierras.
Del 8 al 10 de noviembre de 2005 se celebró en Siena un Congreso con el título De la fecunda memoria a la perspectiva audaz» con motivo de la celebración de los 50 años de experiencia de los misioneros Fidei donum.

## Organización
Los misioneros Fidei donum no son un instituto de vida consagrada ni una sociedad de vida apostólica. Todo aquel que es sacerdote Fidei donum continúa siendo de su diócesis de origen y ofrece sus servicios en una diócesis distinta o tierras de misión, con el fin de colaborar en la pastoral misionera y crear vínculos entre las diócesis antiguas y las nuevas.

## Misioneros Fidei donum famosos
- Gabriel Longueville (1931-1976), siervo de Dios, sacerdote francés y misionero en Argentina, asesinado durante la dictadura militar en ese país.[8]
- Andrea Santoro (1945-2006), sacerdote italiano y misionero en Turquía, asesinado por un extremista musulmán, como represalia por unas caricaturas de un diario occidental sobre el profeta Mahoma.[9]
- Georges Vandenbeusch (1971-), sacerdote francés misionero en Camerún, secuestrado por Boko Haram entre noviembre y diciembre de 2013.[10]